# Salon des Réalités Nouvelles

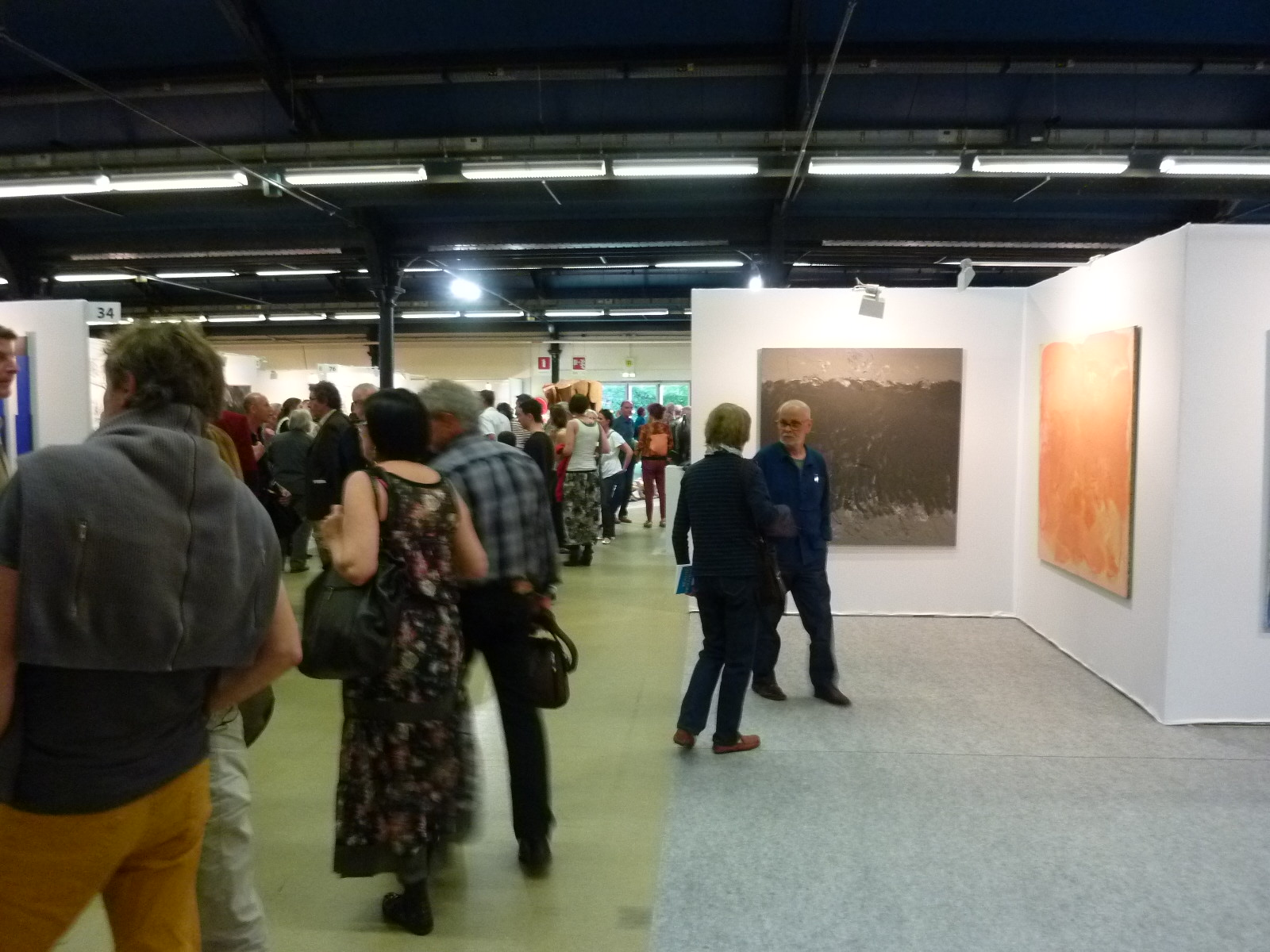
En bild på salongen 2011

Salon des Réalités Nouvelles är en konstsalong grundad 1946 i Paris i Frankrike för i huvudsak abstrakt konst.